# 诺曼·L·鲍温
诺曼·L·鲍温（英語：Norman Levi Bowen，1887年6月21日—1956年9月11日）是一位加拿大岩石学家，知名于发现了鮑氏反應系列，1912年至1937年工作于卡内基科学研究所，1946年任美国地质学会会长，1949年当选英国皇家学会会士，1941年获彭罗斯奖章，1950年获沃拉斯顿奖章，月球上的鲍文-阿波罗月坑以他的名字命名。